# Metropolia Cagliari
Metropolia Cagliari – metropolia Kościoła rzymskokatolickiego we Włoszech, jedna z trzech metropolii na Sardynii. Powstała w XI wieku. W jej skład wchodzi metropolitalna archidiecezja Cagliari oraz trzy diecezje. Od listopada 2019 godność metropolity sprawuje abp Giuseppe Baturi. 
W skład metropolii wchodzą:
- Archidiecezja Cagliari
- Diecezja Iglesias
- Diecezja Lanusei
- Diecezja Nuoro